# Castanopsis selangorensis
Castanopsis selangorensis är en bokväxtart som beskrevs av Aimée Antoinette Camus. Castanopsis selangorensis ingår i släktet Castanopsis och familjen bokväxter. Inga underarter finns listade.